# Арсенат-арсеніти

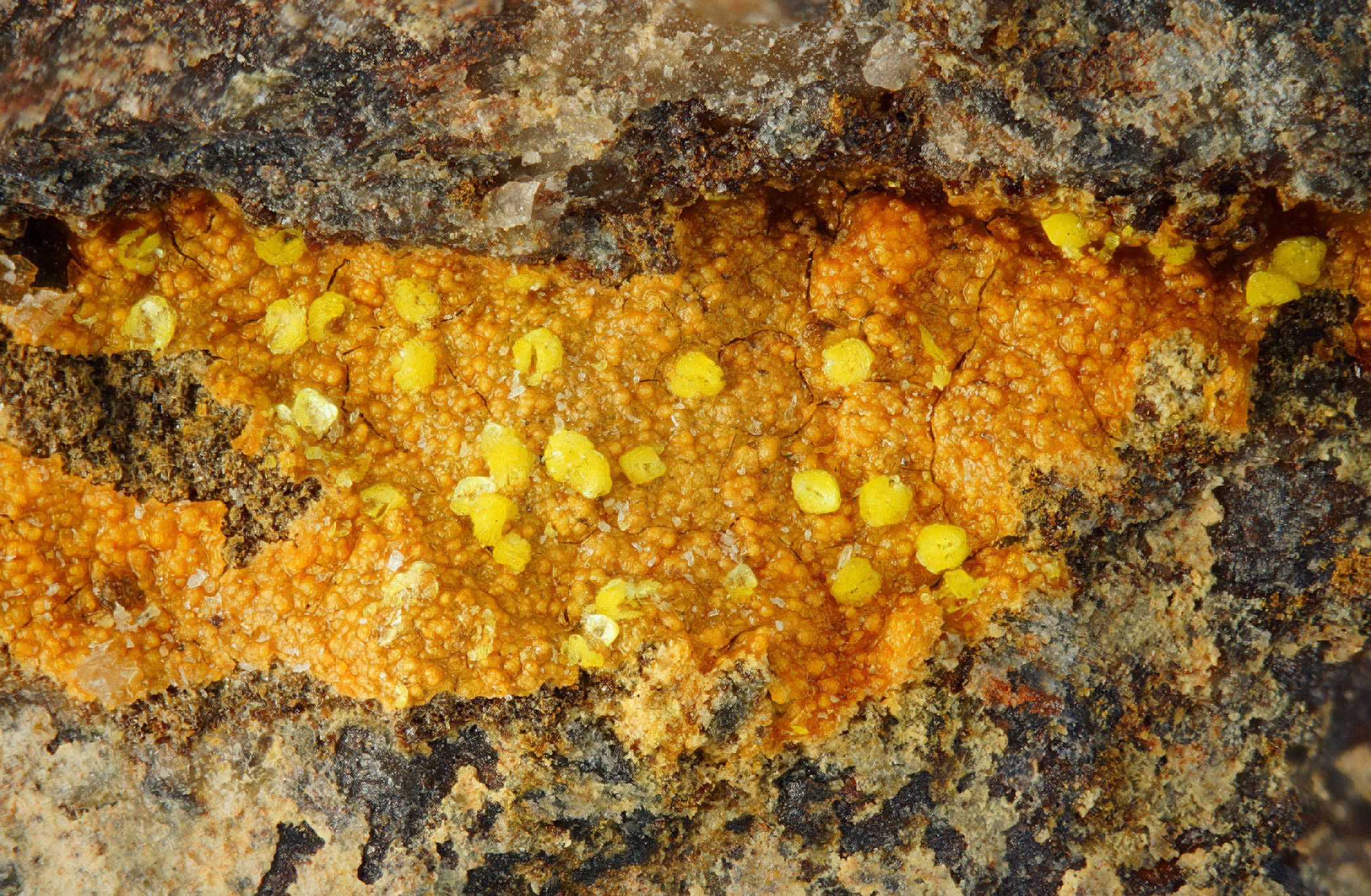
Жовті сферули галілсарпіту, арсенат-арсенітного мінералу, на оранжево-коричневому смоляніновіті

Арсенат-арсеніт — це хімічна сполука або сіль, що містить аніони арсенату та арсеніту ({\displaystyle {\ce {AsO3^3-}}} та {\displaystyle {\ce {AsO4^3-}}}). Це сполуки зі змішаними аніонами або сполуки зі змішаною валентністю. Деякі мають треті аніони. Більшість відомих речовин є мінералами, але було сінтезовано кілька штучних сполук — арсенат-арсенітів. Багато мінералів належать до групи гематоліту.
Арсенат-арсеніти також можна назвати арсеніт-арсенатами.

## Властивості
Деякі представники цієї групи матеріалів, такі як макговерніт, мають надзвичайно великий розмір елементарної комірки — 204 Å.

## Пов'язані
До сполук пніктогенів зі змішаною валентністю, споріднених з арсенат-арсенітами, належать нітрит-нітрати та фосфат-фосфіти.

## Список
| Назва                          | Формула                                                                        | AsO4:AsO3 | Сингонія      | Просторова група | Елементарна комірка Å                             | Об'єм     | Густина | Властивості | Посилання   |
| ------------------------------ | ------------------------------------------------------------------------------ | --------- | ------------- | ---------------- | ------------------------------------------------- | --------- | ------- | --- | ----------- |
| Тетраоксид арсену              | {\displaystyle {\ce {As2O4}}}                                                  | 1:1       | орторомбічна  | Pnma             | a=8.597 b=5.235 c=7.269 Z=8                       | 327.1     | 4.382   | | [ 2 ]       |
| Оксид-гідроксид арсену(III, V) | As3O5(OH)                                                                      | 1:2       | моноклінна    | P21/c            | a = 12.504 b = 4.593 c = 10.976 β = 118,08° Z = 4 | 556.2     | 3.84    | | [ 3 ]       |
|                                | H6As3+7As5+7O31                                                                | 1:1       | гексагональна | P63              | a = 12.0525 c = 4.7344 Z = 2                      | 595.6     |         | | [ 4 ]       |
| Сеґерстроміт                   | Ca3(As5+O4)2[As3+(OH)3]2                                                       | 2:1       | кубічна       | I213             | a = 10.7627 Z = 4                                 | 1246.71   | 3.46    | безбарвний; показник заломлення: n = 1.731                                                                                     | [ 5 ]       |
| Синадельфіт                    | Mn2+9(As5+O4)2(As3+O3)(OH)9 · 2H2O                                             | 2:1       | орторомбічна  | Pnma             | a = 10.75 b = 18.86c = 9.88 Z=4                   | 2005      | 3.58    | червоний; двовісний (+); показник заломлення: nα = 1.750 — 1.870 nβ = 1.751 — 1.880 nγ = 1.761 — 1.930                         | [ 6 ]       |
| Гематоліт                      | (Mn,Mg,Al,Fe3+)15(As5+O4)2(As3+O3)(OH)23                                       | 2:1       | тригональна   | R3               | a = 8.275 Å, c = 36.60 Å Z=3                      | 2,170.4   | 3.49    | насичено-червоний; одновісний (-) показник заломлення nω = 1.733 nε = 1.714; бірефракція: 0.019                                | [ 7 ] [ 8 ] |
| Туртманніт                     | (Mn,Mg)22.5Mg3-3x((V5+,As5+)O4)3(As3+O3)x(SiO4)3O5-5x(OH)20+x                  |           | тригональна   |                  | a = 8.259 c = 204.3 Z=12                          | 12,068    | 3.8     | світло-жовтий; одновісний (-); показник заломлення: nε = 1.787                                                                 | [ 9 ]       |
| Карлфренсисит                  | Mn2+3(Mn2+,Mg,Fe3+,Al)42[As3+O3]2……(As5+O4)4[(Si,As5+)O4]6[(As5+,Si)O4]2(OH)42 |           | тригональна   | R3c              | a = 8.2238 c = 205.113 Z=6                        | 12,013.5  | 3.620   | жовто-помаранчевий; одновісний (+) показник заломлення: nω = 1.756(2) nε = 1.758 бірефракція: δ = 0.002                        | [ 10 ]      |
|                                | K2Cu3(As2O6)2                                                                  | 1:1       | моноклінна    | C2m              | a=10.359 b=5.388 c=11.234 β=110.48°               |           |         | [As(V)As(III)O6]4− | [ 11 ]      |
| Диксеніт                       | CuMn2+14Fe2+(SiO4)2(As5+O4)(As3+O3)5(OH)6                                      | 1:5       | тригональна   | R3               | a = 8.233 c = 37.499 Z=3                          | 2201      | 4.35    | глибокий червоно-коричневий; одновісний (+) показник заломлення nω = 1.970 nε = 1.730                                          | [ 12 ]      |
| Аракіїт                        | (Zn,Mn2+)(Mn2+,Mg)12(Fe3+,Al)2(As5+O4)2(As3+O3)(OH)23                          | 2:1       | моноклінна    | Cc               | a = 14.248 b = 8.228 c = 24.23 β = 93,62° Z=4     | 2843      | 3.41    | оранжево-червоно-коричневий; двовісний (-); показник заломлення: nα = 1.723 nβ = 1.744 nγ = 1.750 бірефракція: 0.027           | [ 13 ]      |
| Крайсліт                       | Zn3(Mn,Mg)25(Fe3+,Al)(As3+O3)2[(Si,As5+)O4]10(OH)16                            | 5:1       | орторомбічна  | C2221            | a = 8.1821 b = 14.1946 c = 43.9103 Z=4            | 5099.8    | 3.876   | блідо-червоний; одновісний (+) показник заломлення: nε = 1.805                                                                 | [ 14 ]      |
| Макговерніт                    | Mn19Zn3(AsO4)3(AsO3)(SiO4)3(OH)21                                              | 3:1       | тригональна   | R3m or R3m       | a = 8.22 c = 203.1 Z=6                            | 11,887.52 | 3.719   | коричневий; одновісний (+) показник заломлення: nω = 1.757 nε = 1.760 бірефракція: δ = 0.003                                   | [ 15 ]      |
| Галільсарпіт                   | [Mg(H2O)6][CaAs3+2(Fe3+2.67Mo6+0.33)(AsO4)2O7]                                 |           | орторомбічна  | Imma             | a = 26.489 b = 7.4205 c = 10.4378                 | 2051.7    |         | лимонно-жовтий; двовісний (-) показник заломлення: nα = 1.646 nβ = 1.765(5) nγ = 1.815(5) 2V: 62° макс. бірефракція: δ = 0.169 | [ 16 ]      |
| Віклундит                      | Pb2(Mn2+,Zn)3(Fe3+,Mn2+)2(Mn2+,Mg)19(As3+O3)2……[(Si,As5+)O4]6(OH)18Cl6         |           | гексагональна | ? R3c            | a = 8.257 c = 126.59 Z = 6                        | 7474      | 4.072   | темно-червонувато-коричневий                                                                                                   | [ 17 ]      |
|                                | Bi8O6(AsO3)2(AsO4)2                                                            |           | моноклінна    | I2/a             | a=24.372 b=5.528 c=29.90 β=99.058 Z=8             | 3978      | 7.652   | безбарвний | [ 18 ]      |
|                                | Th(AsIII4AsV4O18)                                                              | 1:1       | моноклінна    | C2/c             | a=18.2148 b 5.19792 c=17.3588 β=99.1298 Z=4       | 1622.70   | 4.582   | безбарвний | [ 19 ]      |